# Route 461 (Terre-Neuve-et-Labrador)
Pour les articles homonymes, voir Route 461.
La route 461 est une route tertiaire de la province de Terre-Neuve-et-Labrador d'orientation nord-sud située dans l'ouest de l'île de Terre-Neuve, au sud de Stephenville. Elle est une route faiblement empruntée reliant la route 1 ainsi que la route 490 à la ville de Saint-George's, en suivant la baie Saint-George. Route alternative de la 460 et de la 490, elle est nommée Steel Mountain Road et Barachois Road, mesure 11 kilomètres, et est une route asphaltée sur l'entièreté de son tracé.

## Communautés traversées
- Saint-George's
- Barachois Brook